# Lešnica
Pour les articles homonymes, voir Lesnica.
Lešnica (en serbe cyrillique : Лешница) est une localité de Serbie située sur le territoire de la Ville de Loznica, district de Mačva. Au recensement de 2011, elle comptait 4 217 habitants.
Lešnica signifie la « ville des noisetiers ».

## Géographie
Lešnica, officiellement classée parmi les villages de Serbie, est située entre les villes de Šabac et de Loznica. La localité se trouve au bord de la Drina et le Jadar traverse également le village. Ces deux rivières fournissent des ressources pour la pêche, notamment des carpes et des barbeaux.
À l'opposé des rivières, le village se situe au pied du mont Vidojevica, qui culmine à 190 m. Le secteur, couvert de forêts de chênes et de hêtres, est également propice à la chasse, et en particulier la chasse au faisan, très populaire dans la région.

## Histoire
La localité possède des archives remontant au Xe siècle, ce qui fait d'elle une des plus anciennes localités de Serbie. Elle a été fondée par des Serbes, contrairement à la plupart des autres villes ou villages anciens du pays qui remontent à la période romaine. 
Dans un parc planté de noisetiers se trouve l'église orthodoxe serbe des saints Pierre et Paul, construite au XIXe siècle. Partiellement détruite par les Nazis au cours de la Seconde Guerre mondiale, elle a été restaurée. Le même parc conserve un manoir construit à la fin du XIXe siècle par la famille Pejić qui était alors maîtresse du village ; confisqué par les communistes, il a servi d'école et se trouve aujourd'hui presque à l'état d'abandon.

## Démographie

### Évolution historique de la population
| 1948  | 1953  | 1961  | 1971  | 1981  | 1991  | 2002  | 2011  |
| ----- | ----- | ----- | ----- | ----- | ----- | ----- | ----- |
| 1 552 | 1 812 | 2 723 | 3 692 | 4 678 | 4 935 | 4 731 | 4 217 |

|  |

## Économie
Lešnica est une ville commerçante (boucheries, boulangeries, poissonneries, magasins de vêtements et de chaussures etc.) qui attire les populations des alentours.